# Вільям Карр (веслувальник)
Вільям Карр (англ. William Carr, 17 червня 1876 — 25 березня 1942) — британський академічний веслувальник.
Олімпійський чемпіон 1900 року в складі вісімки.